# Apollo 15
Apollo 15 was in juli 1971 de vierde missie van het Apolloprogramma van de NASA, waarbij in de jaren 70 astronauten op de maan landden en deze verkenden. 
De bemanning bestond uit David Scott (commandant), James Irwin (piloot van de maanlander) en Alfred Worden (piloot van de commando-module). 
De landing op de maan was bijna verkeerd afgelopen omdat er aan de rand van een kleine krater is geland, die bij de daling niet zichtbaar was. De lander helde bij stilstand 8,6 graden naar links en 6,9 graden naar achteren, daardoor kreeg de maanlander de bijnaam "Scheve toren van Pisa".
Apollo 15 bracht 76,7 kg aan monsters van de maan mee terug naar de Aarde, waaronder de "Genesis Rock", en er werd een seismometer op de Maan geplaatst om maanbevingen te registreren.
Nadat de astronauten van de maan terugkeerden bij het moederschip sloeg de stijgtrap van de maanlander op 3 augustus 1971 in op het maanoppervlak, deels om er een kunstmatige maanbeving mee te veroorzaken die door de achtergelaten seismometers werd geregistreerd.
Bij de landing terug op aarde klapte een van de drie parachutes in na de ontplooiing, waardoor de bemanning een hardere splash-down ondervond dan gepland. Na deze splash-down in de Stille Oceaan, 530 km ten noorden van Hawaï, werden ze opgepikt door de USS Okinawa. Omdat eerdere vluchten hadden aangetoond dat er geen leven op de maan voorkwam, werden de astronauten, in tegenstelling tot de eerdere maanreizigers, niet in quarantaine gebracht na hun terugkeer op aarde. 
De capsule wordt tentoongesteld in het United States Air Force Museum, Wright-Patterson Air Force Base te Dayton, Ohio.

## Embleem
Het embleem van de missie was een ontwerp van de Italiaanse modeontwerper en voormalige gevechtspiloot Emilio Pucci. Het embleem bevat een gestileerde Romeinse XV. Alleen de kleuren van Pucci werden gewijzigd in blauw, wit en rood van de Amerikaanse vlag.

## Meegenomen voorwerpen
Aan boord van de capsule Endeavour was een klein stukje hout aanwezig, afkomstig van het gelijknamige schip Endeavour van de ontdekkingsreiziger James Cook.
Om het zwaartekracht-experiment van Galileo Galilei op een ander hemellichaam dan de aarde uit te voeren, had CDR David Scott een valkenveer meegesmokkeld naar de maan. Toen hij op het maanoppervlak stond liet hij de valkenveer en een metalen geologiehamer tezelfdertijd vallen. Beide objecten raakten het maanoppervlak gelijktijdig, en daarmee werd aangetoond dat op een hemellichaam zonder atmosfeer en zonder luchtweerstand elk object, licht of zwaar, steeds met dezelfde snelheid daalt. Foto AS15-88-11890 toont de valkenveer liggend op de regolithlaag van het maanoppervlak.
De maanwandelende astronauten van Apollo 15 plaatsten het allereerste en enige kunstwerk op een niet-aards oppervlak. Het gaat om een aluminium beeldje Fallen Astronaut van de Belgische kunstenaar Paul Van Hoeydonck, met een gedenkplaat ter nagedachtenis van alle tot dan toe omgekomen ruimtevaarders, Amerikaanse zowel als Sovjet-Russische.
LMP James Irwin liet een kleine portretfoto van een man genaamd J.B. Irwin achter op het maanoppervlak. Zie discussie omtrent foto AS15-88-11870 in Eric M. Jones' Apollo Lunar Surface Journal (ALSJ).
Een bijbel van LMP James Irwin werd door CDR David Scott op de maanjeep (de Lunar Roving Vehicle, LRV) gelegd toen die op diens finale parkeerplaats werd achtergelaten (de VIP-site).

## De landingsplaats

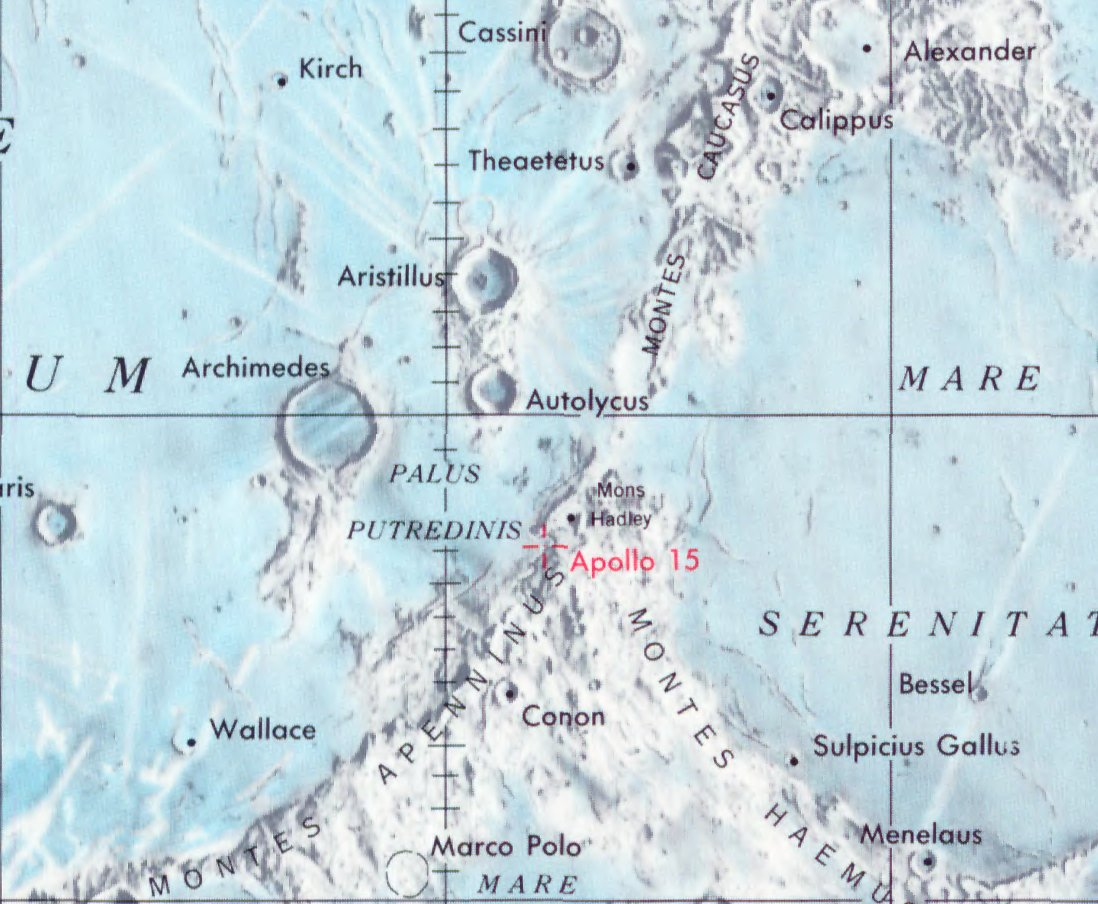
De landingsplaats van Apollo 15

De landingsplaats van Apollo 15 is de noordelijkste van de zes bemande maanlandingen van het Apolloprogramma. Er werd voor het eerst een landing uitgevoerd tussen maanbergen, wat het risico op mislukken aanzienlijk verhoogde. De maanlander van Apollo 15 (Falcon) landde op een vlak en ietwat donkerkleurig terrein tussen de bergen Mons Hadley en Hadley Delta in het noordelijke gedeelte van de Montes Apenninus. Ten westen van de landingsplaats loopt Rima Hadley, en verder westwaarts Palus Putredinis (het oostzuidoostelijke onderdeel van Mare Imbrium). Het vlak terrein waar de landing plaatsvond werd destijds The Plain genoemd. Het oostelijke gedeelte van Rima Hadley waar de astronauten een bezoek aan brachten heette The Terrace. Het gedeelte van het Apennijnengebergte ten oosten van The Plain werd de Swann range genoemd. Een relatief grote krater aan de voet van Hadley Delta, tegen de 'bocht' of 'elleboog' in Rima Hadley, kreeg de benaming Saint George. Deze landingsplaats is, evenals deze van Apollo 17, vrij gemakkelijk op te sporen met een amateurtelescoop.
- Foto's AS15-87-11751 en 11754, genomen tijdens de Stand-Up EVA van CDR David Scott, tonen de Saint George krater op het lager gelegen gedeelte van de noordelijke helling van Mount Hadley Delta.
- Lunar Topographic Orthophotomap 41B4 (LTO-41B4) toont het noordelijke gedeelte van Montes Apenninus, met de landingsplaats van Apollo 15 rechts op de kaart.

### Julienne
Lunar Topophotomap 41B4S1(50) toont de wijde omgeving rond de landingsplaats van Apollo 15, alsook het pindanootvormige kratertje Julienne ten westen van Rima Hadley. Dit merkwaardig langgerekte kratertje kan m.b.v. een niet al te kleine telescoop en aangekoppelde webcam worden gedetecteerd. Dit pindanootvormige kratertje mag niet verward worden met de veel grotere komvormige tweelingkraters ten westen van het zuidelijke gedeelte van de Fresnel ridge (Hill 305). Deze tweelingkraters zijn vrij gemakkelijk waarneembaar met amateurtelescopen. Deze twee kraters kunnen fungeren als testobjecten om te proberen elk van hen van elkaar te scheiden, net zoals bij een dubbelster waarvan beide componenten zeer dicht bij elkaar staan.

### Béla, Carlos, Jomo, en Taizo
Deze vier voornamen werden gegeven aan langwerpige boogvormige depressies aan het zuidwestelijke uiteinde van Rima Hadley. Deze vier depressies waren niet bereikbaar gedurende de maanwandelingen van CDR David Scott en LMP James Irwin, maar werden wel gefotografeerd door CMP Alfred Worden vanuit het rondcirkelende moederschip Endeavour. Van praktisch alle orbitale foto's genomen door Alfred Worden, alsook deze door CMP Ken Mattingly (Apollo 16) en CMP Ron Evans (Apollo 17) werden na het afsluiten van het Apolloprogramma zéér gedetailleerde maankaarten gemaakt (de Lunar Topophotomaps), en ontstond aldus een reeks voornamen voor uniek uitziende depressies. Lunar Topophotomap 41B4S3(50) (Rima Hadley South) toont de ligging van de vier langwerpige boogvormige depressies met hun (door de I.A.U. officieel erkende) voornamen. Hoe deze vier boogvormige depressies ontstonden is nog steeds een onopgelost raadsel. Op kaart 22 in Antonín Rükl's Atlas of the Moon, die onder andere de landingsplaats van Apollo 15 toont, is enkel de voornaam Béla toegevoegd.

### Mons Hadley Delta (Mons Hadley δ)
De benaming Hadley Delta (Mons Hadley Delta / Mount Hadley Delta) komt van het feit dat vroegere selenografen (zoals onder andere Mary Adela Blagg, 1858-1944) aan prominente maanbergen Griekse letters gaven. Dit deden ze om onderscheid te maken met kraters en andere oppervlakteformaties die gewone letters kregen. De Griekse designaties worden tegenwoordig niet meer officieel gebruikt, maar de benaming Mons Hadley Delta (Mons Hadley δ) is veruit de bekendste door de landing van Apollo 15 in de buurt.

### Chesley Bonestell
Hoewel de maanlander van Apollo 15 tussen twee maanbergen landde, werd dit gebeuren met gemengde gevoelens onthaald. Enerzijds door het feit dat maanbergen er helemaal niet uitzien als de bekende aardse bergen met steile hellingen en scherpe pieken. Maanbergen zijn eerder flink uit de kluiten gewassen heuvels. De panoramafoto's die genomen werden door CDR David Scott en LMP James Irwin laten dit duidelijk zien, en fungeren als ontnuchterend antwoord op de schilderijen van "typische" maanbergen gemaakt door onder anderen de Amerikaanse illustrator Chesley Bonestell (1888-1986). Anderzijds was het de allereerste keer dat er een landing werd uitgevoerd tussen maanbergen, wat de landingen van Apollo 11, Apollo 12 en Apollo 14 enigszins deed vergeten.

## Apparaten

### Stand-Up EVA
Kort na de landing van LM Falcon op The Plain ten oosten van de Hadley-rille, opende CDR David Scott het bovenste luik van de stijgtrap om Stand-Up ExtraVehicular Activity te verrichten. Net zoals bij de oefenmissie van Apollo 9 in 1969 stond hij nog voor de aanvang van de eigenlijke maanwandelingen (van Apollo 15) half buiten het ruimteschip om onder andere panoramafoto's te nemen van de schaduwrijke omgeving. Op deze foto's zijn alle nabije kratertjes nog goed zichtbaar dankzij de laagstaande zon. Zie kleurenfotoreeks AS15-87-11730 tot en met 11758 (Magazine 87-KK), alsook zwart-wit fotoreeks AS15-85-11353 tot en met 11382 (Magazine 85-LL).

### Apollo Lunar Surface Experiments Package (ALSEP)
Net als bij de missies van Apollo 12 en Apollo 14 werd tijdens de missie van Apollo 15 op het maanoppervlak een ALSEP-groep opgesteld. Deze ALSEP-groep bevatte een centraal ontvangststation omringd door een diversiteit aan wetenschappelijke meetinstrumenten, allen met het ontvangststation verbonden via kabels. De ALSEP-groep stond (en staat nog steeds) op enige afstand oostwaarts van de landingsplaats. De verschillende meettoestellen zijn:
- Cold Cathode Ion Gauge (CCIG)
- Heat Flow Experiment (HFE)
- Laser Ranging RetroReflector (LRRR) (deze was niet echt een onderdeel van de ALSEP-groep, maar werd wel in de buurt ervan geplaatst)
- Lunar Surface Magnetometer (LSM)
- Passive Seismic Experiment (PSE)
- Suprathermal Ion Detector Experiment (SIDE)
- Solar Wind Spectrometer Experiment (SWS)

### Maanwagen
Bij deze missie werd voor het eerst een maanwagen meegenomen (de Lunar Roving Vehicle / LRV). Door dit voertuig kon een groter oppervlak worden verkend dan bij eerdere missies. Met de wagen is ruim 27 km afgelegd met een maximumsnelheid van rond de 13 km/h. Door de maanwagen en de bemanning werd Apollo 15 met 48 599 kg het zwaarste voorwerp dat de aarde verliet. Daardoor kwam Apollo 15 in een lagere baan om de aarde dan de vorige vluchten. De baan was onstabiel, maar liet wel toe om van daar naar de maan te vertrekken uit het zwaartekrachtsveld van de aarde. Op de maanwagen van Apollo 15 staat vermeld: MAN'S FIRST WHEELS ON THE MOON DELIVERED BY FALCON JULY 30 1971 (met de handtekeningen van de bemanning van Apollo 15) (zie de HiRes scan van Hasselbladfoto AS15-88-11862).

## Fotografie en optische verschijnselen
Gedurende de maanwandelingen van CDR David Scott en LMP James Irwin werden vele reeksen hogeresolutiefoto's van de maan genomen vanuit de Scientific Instruments Module (SIM-bay) opzij van de Service Module van het rond de maan cirkelende moederschip Endeavour. Deze hogeresolutiefoto's werden genomen met behulp van apparatuur die ontworpen was om spionagefoto's te nemen vanuit vliegtuigen. De Fairchild- en ITEK-fototoestellen werden gedurende de drie wetenschappelijke missies van Apollo 15, Apollo 16 en Apollo 17 gebruikt. Op sommige van deze hogeresolutiefoto's zijn de raadselachtige schachtvormige kratertjes reeds te zien die pas vele jaren later in (nog meer) detail zouden worden gefotografeerd met de Lunar Reconnaissance Orbiter (LRO). Om gedurende de maanwandelingen detailrijke foto's te kunnen maken van fragmenten van de omliggende bergen Mount Hadley, Hadley Delta, Silver Spur, Swann Range, Big Rock Mountain, Hill 305, Bennett Hill, het heuvelachtige North Complex, en Hill 22, werd gebruik gemaakt van een 500 mm-telelens op de Hasselbladcamera.

### De chocoladekleurige maan
Tijdens de missie van Apollo 15 werd speciaal gelet op een optisch verschijnsel dat zich in het door de zon beschenen maanoppervlak vertoont. Het oppervlak ziet er vanuit een baan om de maan opmerkelijk chocoladekleurig uit als het bekeken wordt tegen het licht van de zon in. Heel anders ziet het oppervlak eruit als het bekeken wordt met het licht mee, want dan overheerst de zeer sterke reflectie van de stoffige regolithlaag en worden alle kleurnuances uitgewist tot er slechts één kleur overschiet: wit. Dit is tevens de oorzaak waardoor de hoogstaande volle maan er steeds verblindend wit uitziet. Aandachtige waarnemers kunnen met een telescoop echter permanent aanwezige zwakke kleurnuances opmerken, mits gebruik makend van een neutraal grijsfilter op het oculair van de telescoop.

### De centrale piek van krater Tsiolkovsky op de achterzijde van de maan
Maanbergen hebben over 't algemeen dezelfde karakteristieken als flink uit de kluiten gewassen heuvels. Ze missen de steile hellingen en scherpe pieken van bergen op aarde. Toch zijn er plaatsen op de maan die doen denken aan jong aards gebergte. Deze plaatsen bevinden zich in relatief grote inslagkraters. Eén zo'n inslagkrater is Tsiolkovsky op de achterkant van de maan. De centrale piek van deze krater werd uitvoerig gefotografeerd door CMP Alfred Worden van Apollo 15. Foto AS15-91-12383 toont de centrale piek van Tsiolkovsky als een wit bergachtig eiland te midden van een donker meer. Het loont de moeite om alle orbitale foto's van Tsiolkovsky's centrale piek, afkomstig van Apollo 15, met elkander te vergelijken, alsook met deze afkomstig van de Lunar Reconnaissance Orbiter (LRO).
- Zie ook Lunar Topographic Orthophotomaps 101B2 (LTO-101B2) (Tsiolkovsky Borealis) en 101B3 (LTO-101B3) (Tsiolkovsky Australis). De afdrukken van beide kaarten kunnen geassembleerd worden tot een volledige overzichtkaart van krater Tsiolkovsky.

### Ina caldera, de D-vormige formatie in Lacus Felicitatis
Ina caldera is vrijwel de meest ongewone oppervlakteformatie die vanuit een baan om de maan werd gefotografeerd. Deze formatie was toevallig ontdekt op hogeresolutiefoto's gemaakt tijdens de missie van Apollo 15. Het is een van de grootste exemplaren van hetgeen selenologen IMP's noemen (Irregular Mare Patches). Dit soort formaties laten een geheel ander maanoppervlak zien, bestaand uit oliedruppelvormige depressies. De kleinere exemplaren van de IMP's worden ook weleens Kipuka's genoemd. Dankzij de missie van de Lunar Reconnaissance Orbiter (LRO) is het aantal IMP's dat reeds ontdekt en gefotografeerd is opgelopen tot tientallen. Lacus Felicitatis en Ina caldera bevinden zich ten noorden van Mare Vaporum en ten westzuidwesten van Mare Serenitatis en het Haemus gebergte. Maanwaarnemers uitgerust met niet al te kleine amateurtelescopen en toegepaste webcamtechnologie zijn in staat om Ina caldera op te sporen en er digitale foto's van te nemen.
- Lunar Topophotomap 41C3S1(10) toont een close-up van Ina caldera, met daarin allerlei vreemdsoortige oliedruppelvormige depressies waarvan de grootste de naam Agnes heeft gekregen.

### Landingsplaats vanApollo 17te danken aan CMP Alfred Worden vanApollo 15
Gedurende de maanwandelingen van CDR David Scott en LMP James Irwin had CMP Alfred Worden de taak gekregen om vanuit het rondcirkelende moederschip Endeavour accurate waarnemingen te verrichten en foto's te nemen van het maanoppervlak. Daarbij stelde Alfred Worden vast dat het gebied ter hoogte van de krater Littrow en het Taurusgebergte opvallende formaties herbergden die deden denken aan sporen van mogelijks uitgedoofd vulkanisme. Wordens waarnemingen en orbitale fotografie fungeerden als doorslaggevend argument om de volgende bemande maanlanding door te laten gaan in de vallei die bekend staat als Taurus-Littrow. Het werd uiteindelijk Apollo 17 met de eerste echte wetenschappelijke astronaut aan boord: Harrison Schmitt.

### Parallelle groeven of stralen op de zuidwestelijke flank van Mount Hadley
CDR David Scott en LMP James Irwin ontdekten een diagonaal stelsel bestaande uit parallelle groeven of stralen op Mount Hadley toen het zonlicht op de gehele zuidwestelijke flank ervan begon te schijnen. Van Mount Hadley werden een reeks foto's genomen met de 500 mm-telelens op de Hasselbladcamera. Deze foto's kunnen allemaal gebruikt worden om een overzichtsmozaïek te maken van de zuidwestelijke flank van deze berg. Zie Magazine 84-MM van de Hasselbladfoto's van Apollo 15.

### Clair-obscurentrompe-l'oeilop de maan: Silver Spur
Net als op Mount Hadley komen er op de berg Silver Spur, ten zuidoosten van Mount Hadley Delta, merkwaardige parallelle groeven voor. Door de relatief lage zonnestand gedurende de maanwandelingen van Apollo 15 leek het destijds alsof Silver Spur (mede door het ongewone effect van Clair-obscur) een vrij steile berg was. In werkelijkheid bezit Silver Spur slechts glooiende hellingen.
- Foto AS15-87-11747, genomen tijdens de Stand-Up EVA van CDR David Scott, toont het Klif-achtige aspect van de berg Silver Spur. Dit was louter een Trompe-l'oeil effect.
- Foto AS15-84-11250, genomen met 500 mm-telelens op de Hasselbladcamera, toont een close-up van de parallelle groeven in Silver Spur.
- Een vergelijkbaar trompe-l'oeil-effect was de schijnbaar steile oostelijke binnenhelling van de Surveyor-krater tijdens de missie van Apollo 12.

### Reusachtige rotsblokken
Tijdens de missie van Apollo 15 werden reusachtige rotsblokken opgemerkt die echter onbereikbaar waren. Ze lagen verspreid op de bodem van Rima Hadley, en werden vanop afstand gefotografeerd met de Hasselbladcamera met 500 mm-telelens. Zie foto's AS15-84-11287 en 11288 (Magazine 84-MM). Het was pas in april en december 1972 dat astronauten stukjes van reusachtige rotsblokken konden afbreken: Apollo 16 met Shadow Rock en House Rock (de Big Black Boulder), en Apollo 17 met Tracy's Rock (Split Rock). Reusachtige rotsblokken kunnen ook opgemerkt worden in de hogeresolutiefoto's afkomstig van de Lunar Reconnaissance Orbiter (LRO), zoals deze op de bodem van Rima Hadley.

### Groenkleurig rotsblok
Een drie meter metend rotsblok met een groenachtige kleur werd ontdekt omstreeks Station 6-A aan de voet van de berg Hadley Delta ten zuiden van de landingsplaats. Er werden kleurenfoto's van gemaakt, doch de eigenaardige groenachtige kleur van het rotsblok is op deze foto's moeilijk te zien (foto's AS15-86-11658 tot en met 11661). Er werden ook twee zwart-witfoto's van het rotsblok gemaakt (AS15-90-12199 en 12200) en ook een drietal panoramafoto's waarop het rotsblok te zien is tegen de achtergrond van The Plain en Mount Hadley (AS15-90-12187, 12188, en 12189).

## Fotogalerij
|  |  |  |
|  |  |  |
|  |  |  |
|  |  |  |

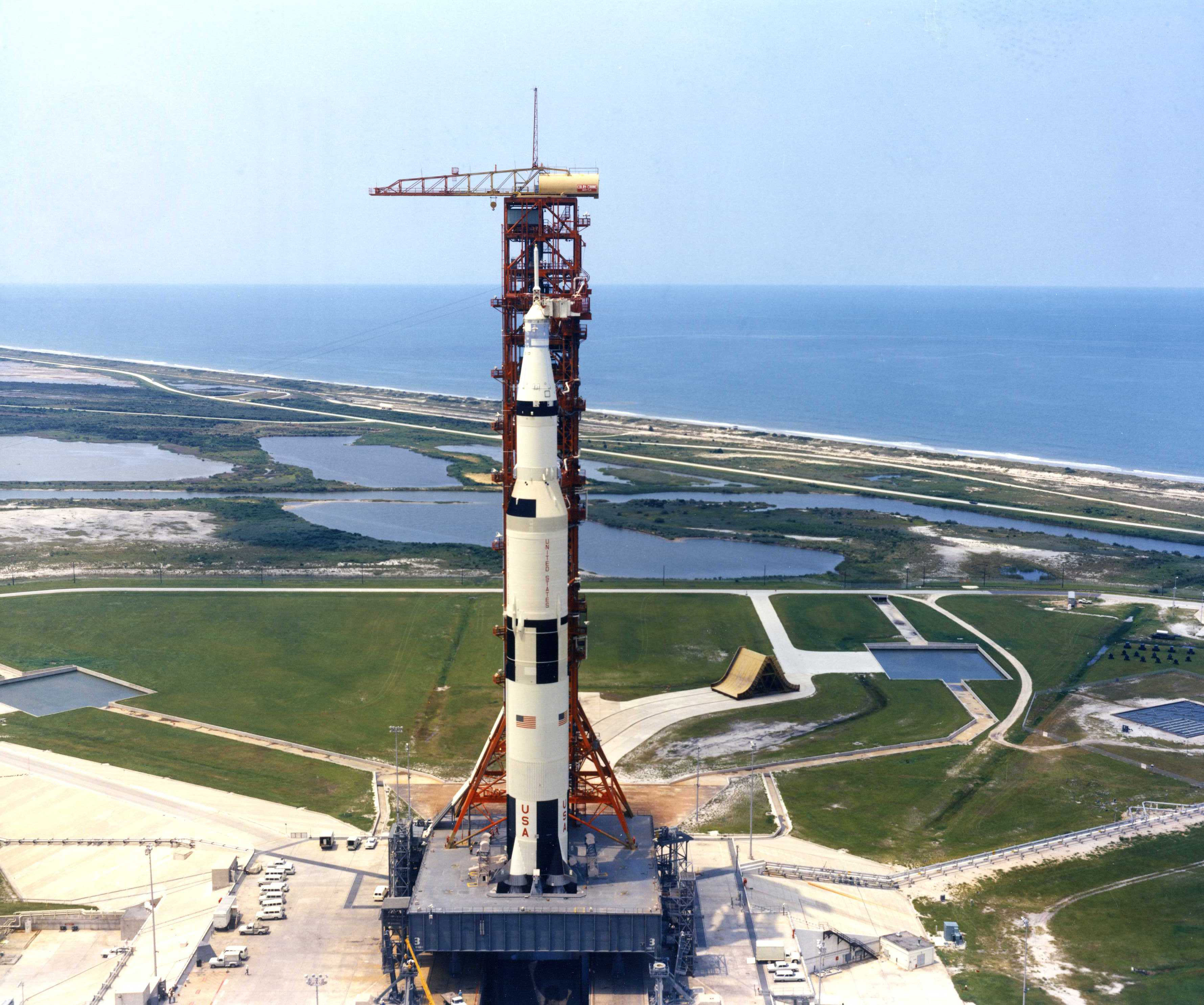
Lanceringplatform met Saturn V-raket die Apollo 15 naar de maan zal brengen
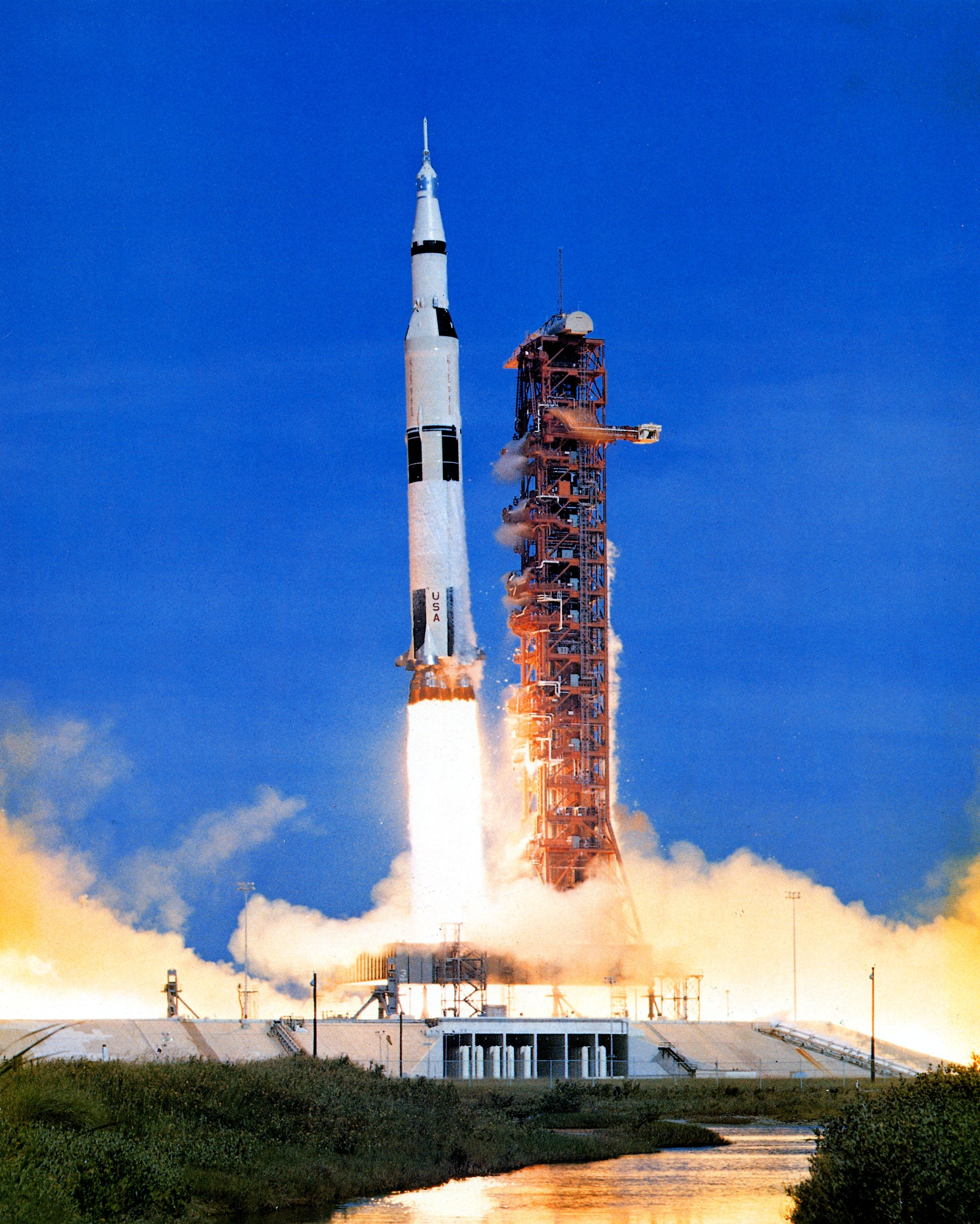
Lancering van Apollo 15
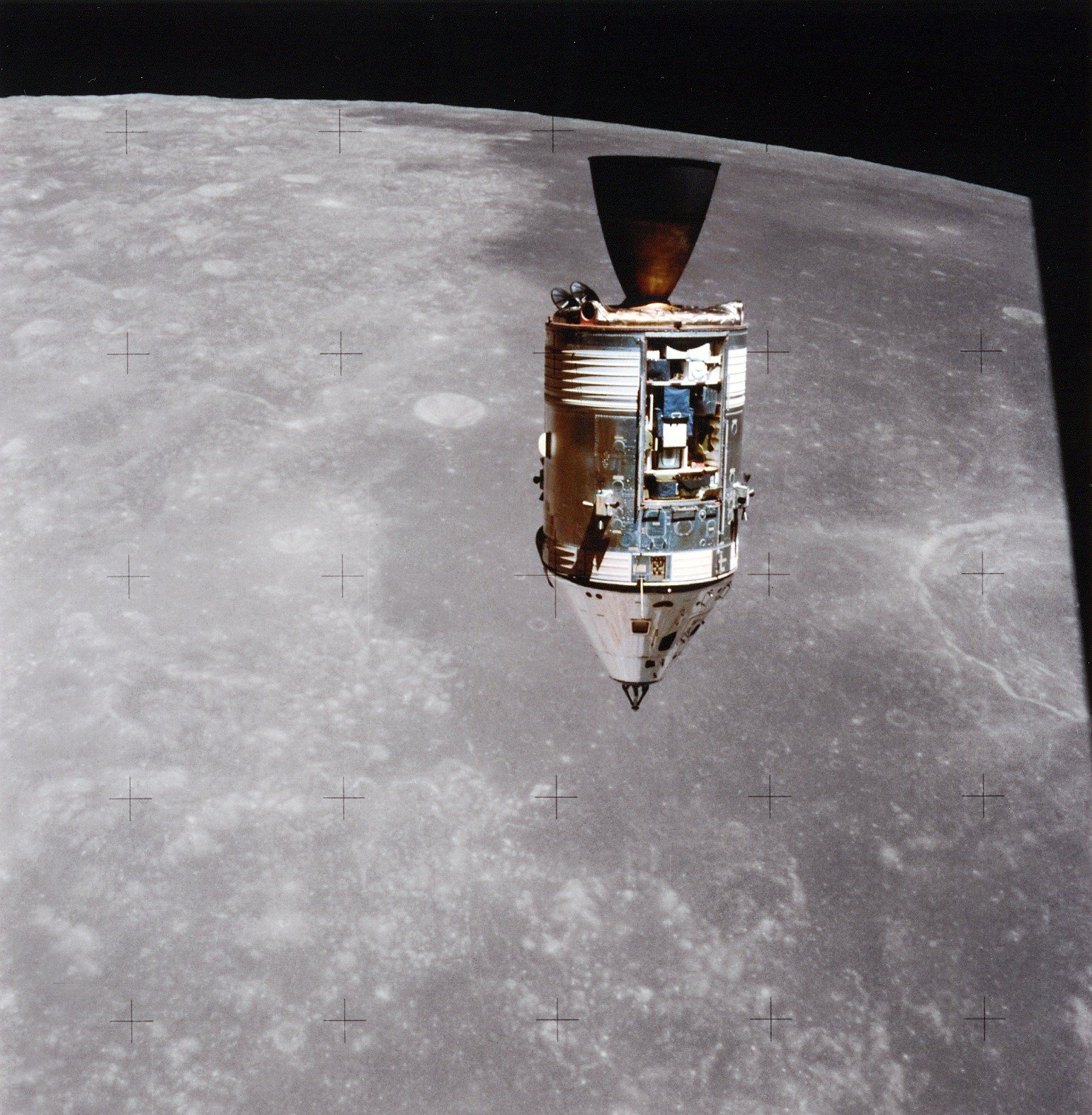
CSM gezien van uit LM
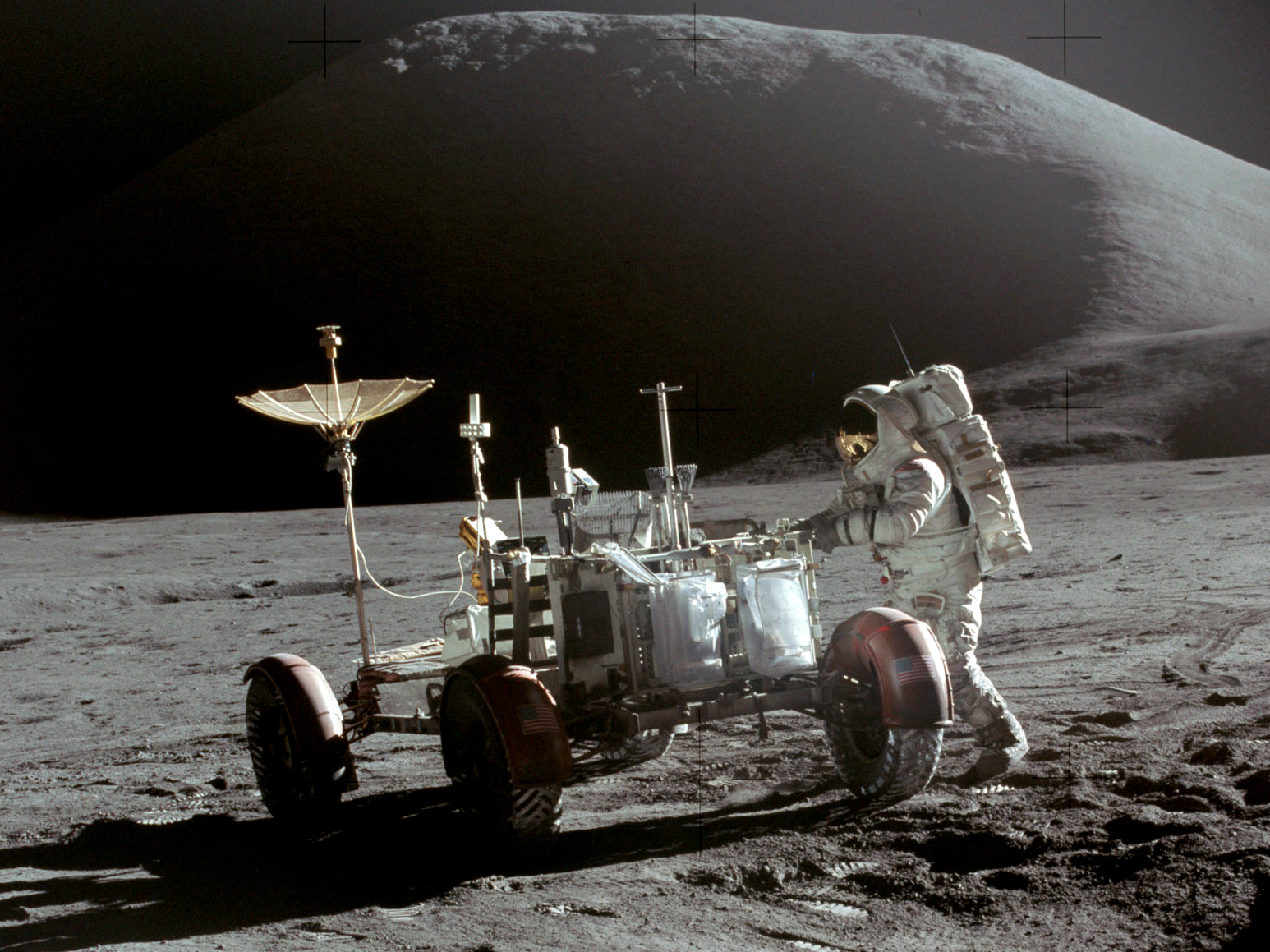
Maanwagen op maanoppervlak
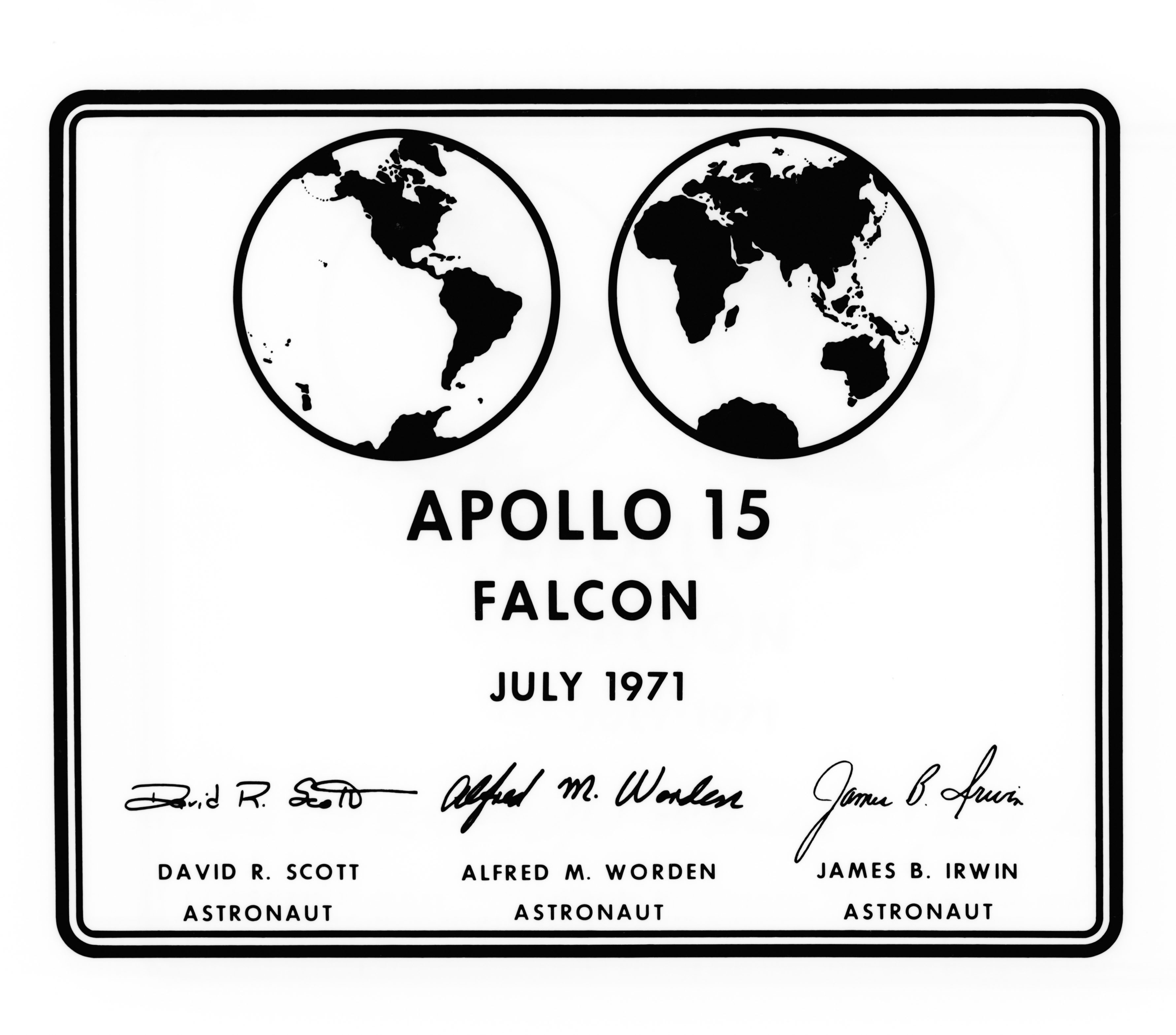
Gedenkteken op trap van LM van Apollo 15
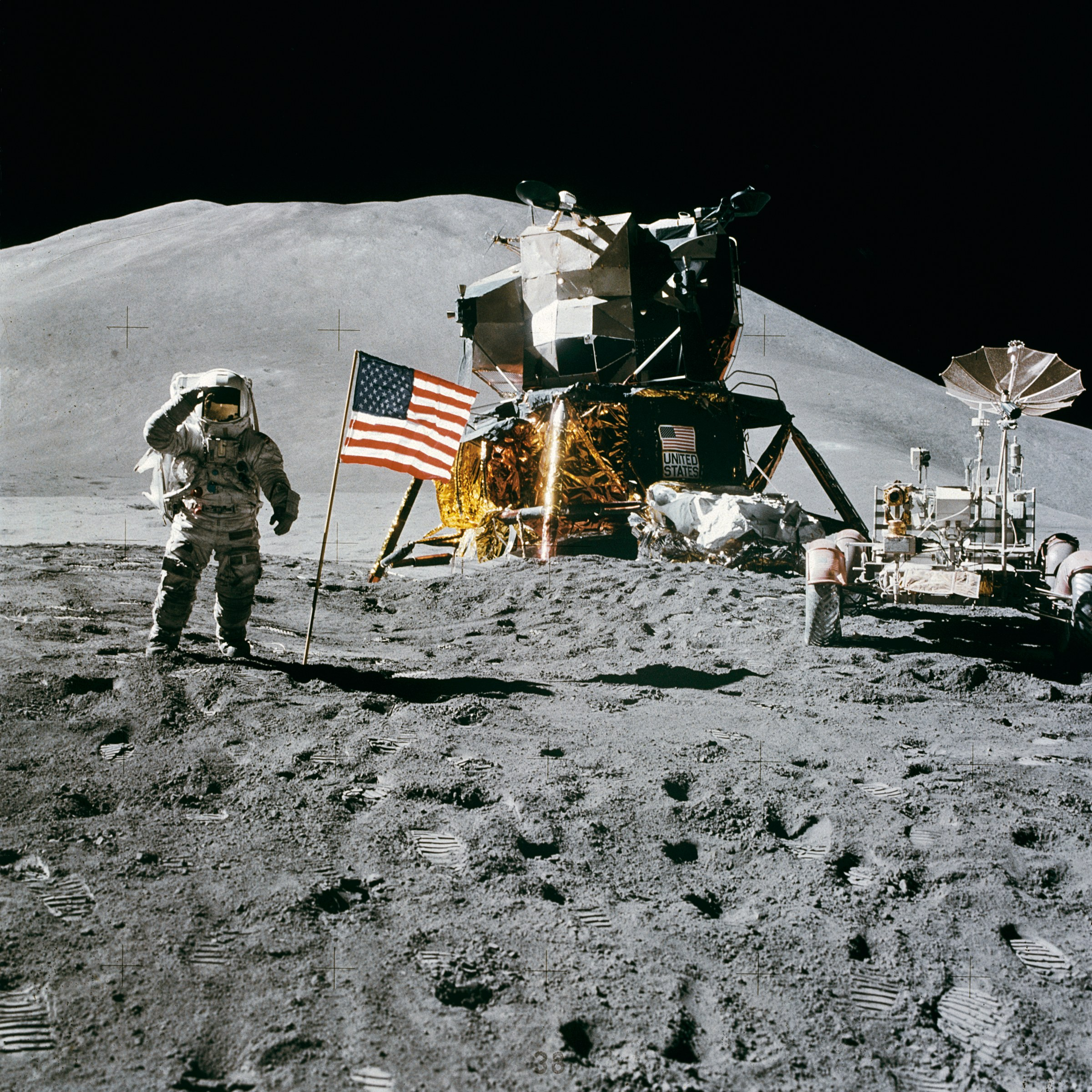
Amerikaanse vlag
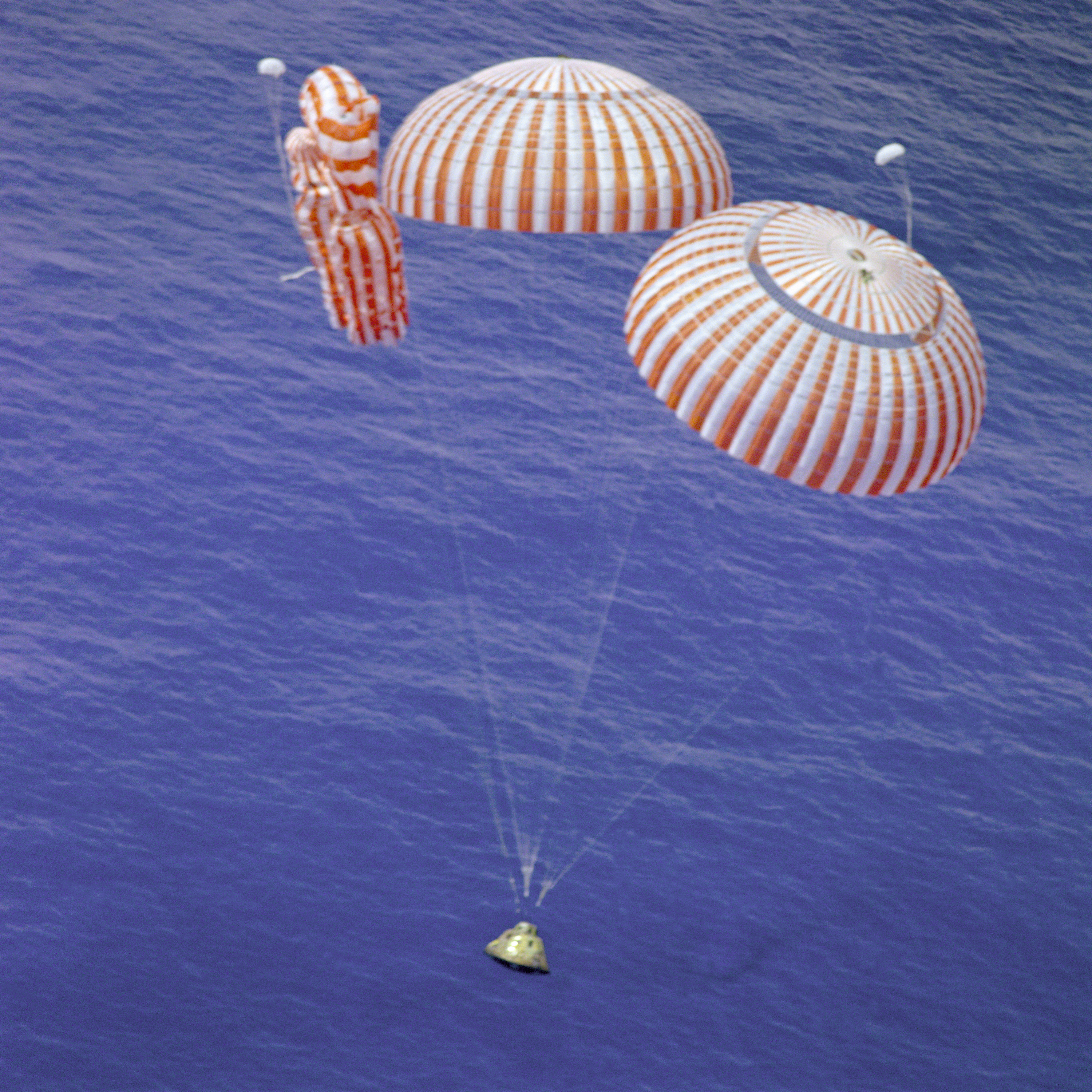
Landing van Apollo 15

## Online fotoreeksenApollo 15
- Alle 70 mm en 500 mm Hasselbladfoto's genomen tijdens de missie van Apollo 15 kunnen geraadpleegd worden via de website van de LPI (Lunar and Planetary Institute) en wel in de overzichtelijke deelsite Apollo Image Atlas: https://www.lpi.usra.edu/resources/apollo/catalog/70mm/mission/?15

- Betere HR-scans (Hoge Resolutie scans) van alle Hasselbladfoto's genomen vanaf de landingsplaats van Apollo 15 en de wijde omgeving daarrond kunnen bekeken worden via de website van Kipp Teague (The Project Apollo Archive): http://www.apolloarchive.com/apollo_gallery.html (zie: Full Hasselblad magazines).

### Lunar Topographic Orthophotomaps (LTO) en Lunar Topophotomaps
(gedetailleerde kaarten gemaakt naar orbitale hogeresolutiefoto's van het maanoppervlak)
- Alle LTO kaarten (Lunar Topographic Orthophotomaps) kunnen geraadpleegd worden via: https://www.lpi.usra.edu/resources/mapcatalog/LTO/

- Alle Lunar Topophotomaps kunnen geraadpleegd worden via: https://www.lpi.usra.edu/resources/mapcatalog/topophoto/

## Trivia

### VIP-site
Na het voltooien van de maanwandelingen werd de lancering van de stijgtrap (de Ascent Stage) van maanlander Falcon live op televisie vertoond dankzij de telecamera op de maanjeep (de LRV, Lunar Roving Vehicle) die op enige afstand ten oosten van de maanlander werd geparkeerd. Deze laatste parkeerplaats werd de VIP-site genoemd, waar ook Van Hoeydoncks beeldje Fallen Astronaut en de gedenkplaat met de namen van omgekomen ruimtevaarders werden geplaatst. Op de LRV werd door James Irwin een bijbel achtergelaten.
- Fotoreeks AS15-88-11895 tot en met 11903 toont de VIP-site met de achtergelaten LRV en net ten noorden ervan de gedenkplaat en het maanbeeldje Fallen Astronaut (foto's AS15-88-11902 en 11903).
- Foto AS15-88-11930 toont de laatste parkeerplaats van de LRV, gezien vanaf LM Falcon.

### Postzegels
Apollo 15 kreeg nog een vervelend staartje. De astronauten hadden 400 enveloppen met postzegels meegenomen, 100 voor Duitse postzegelverzamelaars en 300 voor eigen verkoop. NASA nam ze in beslag en het voorval leidde tot strengere controle met betrekking tot eigen bagage. De drie astronauten werden vanwege het voorval gedegradeerd in rang en niet meer voor een ruimtevlucht uitgekozen. Gezagvoerder David Scott heeft na de missie van Apollo 15 diverse keren gezegd dat hij en zijn collega-astronauten geen brave hendriken waren.

### Subsatelliet
Kort voor het verlaten van de baan rond de maan werd vanuit de SIM-bay (Scientific Instruments Module) in de Service Module van het moederschip Endeavour een kunstmaan (subsatelliet) afgestoten. Deze kwam in een baan om de maan terecht en stuurde tot februari 1972 gegevens naar de aarde door omtrent onder andere het magnetisch veld van de maan. Het afstoten van de subsatelliet is te zien in foto's AS15-96-13067 tot en met 13077 (Magazine 96-Q).

### Ruimtewandeling
Tijdens de Trans Earth Coast (TEC) (de terugtocht naar de aarde) werd een ruimtewandeling ondernomen door CMP Alfred Worden. Het doel van deze ruimtewandeling was het ophalen van de belichte fotofilmrollen die nog in de Fairchild- en Itek-camera's zaten, als onderdelen van de Scientific Instruments Module (SIM-bay) opzij van de Service Module van het moederschip Endeavour. Foto's van deze ruimtewandeling, gemaakt door LMP James Irwin, zijn AS15-96-13098 tot en met 13102. Ook tijdens de missies van Apollo 16 en Apollo 17 werden dit soort ruimtewandelingen ondernomen, door CMP Ken Mattingly (Apollo 16) en CMP Ron Evans (Apollo 17).

### Hartprobleem tijdens missieApollo 15
Reeds na de splash-down van capsule Endeavour constateerde James Irwin dat hij last had van onregelmatigheden in zijn hart. Deze storingen zouden volgens de NASA-artsen veroorzaakt zijn door een tekort aan kalium tijdens de maanwandelingen. Irwins watervoorziening in zijn maanpak bleek defect te zijn, waardoor hij te kampen kreeg met dehydratie.

### Hill 22
Hill 22, een verre noordelijke zonbeschenen heuvel die nog net links van de westelijke beschaduwde voet en helling van Mount Hadley te zien is op de panoramafoto's die kort na de landing werden genomen, wordt weleens op een verkeerdelijke manier aanzien als een buitenaards schotelvormig ruimteschip dat op hetzelfde moment van de landing van Apollo 15 aanwezig was. Hill 22 en Hill 305 zijn onderdelen van de Fresnel ridge, een zuidwestelijke uitloper van Promontorium Fresnel, het noordelijkste gedeelte van het Apennijnen gebergte (Montes Apenninus). Hill 22 is te zien in foto AS15-87-11738, genomen tijdens de Stand-Up EVA van CDR David Scott. AS15-84-11247 is een close-up van Hill 22 genomen met 500 mm-telelens op de Hasselbladcamera.

### Sequentie van 21 Hasselbladfoto's van Mount Hadley in het licht van de ochtendzon
Elk van de hieronder vermelde Hasselbladfoto's toont een portret van Mount Hadley, genomen tijdens 21 momenten van de maanwandelingen van CDR David Scott en LMP James Irwin. Deze foto's kunnen gebruikt worden als stop-motion-reeks om de zuidwestelijke flank van Mount Hadley geleidelijk beschenen te zien worden door de ochtendzon.
- 01. AS15-85-11364 – vanaf de LM, Stand-Up EVA
- 02. AS15-87-11740 – vanaf de LM, Stand-Up EVA
- 03. AS15-85-11404 – vanaf Station 1, + sporen van de LRV
- 04. AS15-85-11428 – vanaf Station 2
- 05. AS15-85-11454 – vanaf Station 2
- 06. AS15-86-11603 – vanaf de LM, met LMP James Irwin en de LRV (storende waas van fotografische oorsprong over beschaduwd gedeelte Mount Hadley).
- 07. AS15-90-12186 – vanaf Station 6-A en het groenkleurig rotsblok (Green boulder, zie 12187 en 12188)
- 08. AS15-85-11488 – vanaf Station 6, + sporen van de LRV
- 09. AS15-85-11511 – vanaf Station 6
- 10. AS15-90-12208 – vanaf Station 7
- 11. AS15-90-12244 – vanaf Station 4 aan Dune crater
- 12. AS15-92-12426 – vanaf Station 8, halfweg tussen de LM en de ALSEP groep, met LMP James Irwin gedeeltelijk in beeld (links op het voorplan)
- 13. AS15-82-11052 – vanaf Station 8, halfweg tussen de LM en de ALSEP groep
- 14. AS15-82-11075 – vanaf Station 9, met rotsblokkenveld op het voorplan
- 15. AS15-82-11116 – vanaf Station 9-A, voet van Mount Hadley verborgen achter nabije horizon
- 16. AS15-82-11173 – vanaf Station 10, voet van Mount Hadley verborgen achter nabije horizon
- 17. AS15-87-11793 – vanaf de LM, + sporen van de LRV en afdrukken van de moonboots
- 18. AS15-87-11811 – vanaf de LM, + sporen van de LRV
- 19. AS15-87-11835 – vanaf de LM, + sporen van de LRV
- 20. AS15-87-11849 – vanaf Station ALSEP, + afdrukken van de moonboots
- 21. AS15-88-11904 – vanaf de VIP-site, relatief hoge zonnestand, zo goed als geen schaduwen op het maanoppervlak

### Het weggeretoucheerde rotsblokje
Hasselbladfoto's AS15-85-11470 en 11471 tonen een klein vreemdvormig rotsblokje net voor het rechter-achterwiel van de Lunar Roving Vehicle (LRV). Dat vreemdvormig rotsblokje werd veelvuldig weggeretoucheerd op duplicaten van beide foto's voor grafische doeleinden (in magazines, boeken, e.d.). In de plaats van het vreemdvormig rotsblokje is dan hetzelfde grijs als van de omgevende regolithlaag te zien.